# Premios Locus
Los premios Locus son unos premios literarios otorgados anualmente por la revista estadounidense Locus Magazine a aquellas obras destacadas de los géneros de la ciencia ficción, el género fantástico y el terror cuyo seguimiento cubre la revista. 
Está considerado como uno de los cuatro grandes premios del género, junto con los Premios Hugo, Nébula y John W. Campbell.
Inicialmente las obras premiadas eran seleccionadas exclusivamente por los lectores de Locus mediante una votación por correo. En años recientes la votación se realiza telemáticamente a través del portal Locus Online de la revista, y la participación en la votación se ha abierto a cualquier persona que se inscriba en la misma.[cita requerida] Los primeros premios Locus fueron entregados en 1971 a las obras publicadas durante el año 1970. 

## Categorías
- Mejor novela (1971-1977, 1979)
  - Mejor novela de ciencia ficción (1978, desde 1980)
  - Mejor novela de fantasía (1978, desde 1980)
  - Mejor novela de terror (1989-1997, 1999, 2017)
  - Mejor libro juvenil (desde 2003)
  - Mejor primera novela (desde 1981)
- Mejor novela corta
- Mejor relato
- Mejor relato corto
- Mejor colección de relatos
- Mejor antología

## Palmarés

### Mejor novela
La lista de obras galardonadas con el premio Locus en la categoría mejor novela es la siguiente: 
| Año           | Título                                 | Autor             |
| ------------- | -------------------------------------- | ----------------- |
| 1971          | Mundo Anillo                           | Larry Niven       |
| 1972          | La rueda celeste                       | Ursula K. Le Guin |
| 1973          | Los propios dioses                     | Isaac Asimov      |
| 1974          | Cita con Rama                          | Arthur C. Clarke  |
| 1975          | Los desposeídos                        | Ursula K. Le Guin |
| 1976          | La guerra interminable                 | Joe Haldeman      |
| 1977          | Donde solían cantar los dulces pájaros | Kate Wilhelm      |
| 1978 Ex-aequo | Pórtico                                | Frederik Pohl     |
| 1978 Ex-aequo | El Silmarillion                        | J. R. R. Tolkien  |
| 1979          | Serpiente del sueño                    | Vonda N. McIntyre |

### Mejor novela de ciencia ficción
La lista de obras galardonadas con el premio Locus en la categoría mejor novela de ciencia ficción es la siguiente:
| Año  | Título                              | Autor                |
| ---- | ----------------------------------- | -------------------- |
| 1980 | Titán                               | John Varley          |
| 1981 | La reina de la nieve                | Joan D. Vinge        |
| 1982 | La tierra multicolor                | Julian May           |
| 1983 | Los límites de la Fundación         | Isaac Asimov         |
| 1984 | Marea estelar                       | David Brin           |
| 1985 | Los árboles integrales              | Larry Niven          |
| 1986 | El cartero                          | David Brin           |
| 1987 | La voz de los muertos               | Orson Scott Card     |
| 1988 | La rebelión de los pupilos          | David Brin           |
| 1989 | Cyteen                              | C. J. Cherryh        |
| 1990 | Hyperion                            | Dan Simmons          |
| 1991 | La caída de Hyperion                | Dan Simmons          |
| 1992 | Barrayar                            | Lois McMaster Bujold |
| 1993 | El libro del día del Juicio Final   | Connie Willis        |
| 1994 | Marte verde                         | Kim Stanley Robinson |
| 1995 | Danza de espejos                    | Lois McMaster Bujold |
| 1996 | La era del diamante                 | Neal Stephenson      |
| 1997 | Marte azul                          | Kim Stanley Robinson |
| 1998 | El ascenso de Endymion              | Dan Simmons          |
| 1999 | Por no mencionar al perro           | Connie Willis        |
| 2000 | Criptonomicón                       | Neal Stephenson      |
| 2001 | El relato                           | Ursula K. Le Guin    |
| 2002 | Tránsito                            | Connie Willis        |
| 2003 | Tiempos de arroz y sal              | Kim Stanley Robinson |
| 2004 | Ilión (novela)                      | Dan Simmons          |
| 2005 | El sistema del mundo / La confusión | Neal Stephenson      |
| 2006 | Accelerando                         | Charles Stross       |
| 2007 | Al final del arco iris              | Vernor Vinge         |
| 2008 | El sindicato de policía yiddish     | Michael Chabon       |
| 2009 | Anatema                             | Neal Stephenson      |
| 2010 | Boneshaker                          | Cherie Priest        |
| 2011 | El apagón / Cese de alerta          | Connie Willis        |
| 2012 | Embassytown                         | China Miéville       |
| 2013 | Redshirts                           | John Scalzi          |
| 2014 | La puerta de Abadón                 | James S. A. Corey    |
| 2015 | Espada auxiliar                     | Ann Leckie           |
| 2016 | Misericordia auxiliar               | Ann Leckie           |
| 2017 | El fin de la muerte                 | Liu Cixin            |
| 2018 | El fin del imperio                  | John Scalzi          |
| 2019 | Hacia las estrellas                 | Mary Robinette Kowal |
| 2020 | The City in the Middle of the Night | Charlie Jane Anders  |
| 2021 | Network Effect                      | Martha Wells         |
| 2024 | System Collapse                     | Martha Wells         |

### Mejor novela de fantasía
La lista de obras galardonadas con el premio Locus en la categoría mejor novela de fantasía es la siguiente:
| Año  | Título                                                | Autor                 |
| ---- | ----------------------------------------------------- | --------------------- |
| 1978 | El Silmarillion                                       | J. R. R. Tolkien      |
| 1980 | Arpista en el viento                                  | Patricia A. McKillip  |
| 1981 | El castillo de Lord Valentine/El laberinto de Majipur | Robert Silverberg     |
| 1982 | La garra del conciliador                              | Gene Wolfe            |
| 1983 | La espada del lictor                                  | Gene Wolfe            |
| 1984 | Las nieblas de Avalón                                 | Marion Zimmer Bradley |
| 1985 | Job: Una comedia de justicia                          | Robert A. Heinlein    |
| 1986 | Trumps of Doom                                        | Roger Zelazny         |
| 1987 | Soldado de la niebla                                  | Gene Wolfe            |
| 1988 | El séptimo hijo                                       | Orson Scott Card      |
| 1989 | El profeta rojo                                       | Orson Scott Card      |
| 1990 | Alvin el aprendiz                                     | Orson Scott Card      |
| 1991 | Tehanu                                                | Ursula K. Le Guin     |
| 1992 | La bella durmiente                                    | Sheri Stewart Tepper  |
| 1993 | La última partida                                     | Tim Powers            |
| 1994 | The Innkeeper's Song                                  | Peter S. Beagle       |
| 1995 | Jugadas decisivas                                     | Michael Bishop        |
| 1996 | Alvin el oficial                                      | Orson Scott Card      |
| 1997 | Juego de Tronos                                       | George R. R. Martin   |
| 1998 | Earthquake Weather                                    | Tim Powers            |
| 1999 | Choque de reyes                                       | George R. R. Martin   |
| 2000 | Harry Potter y el prisionero de Azkaban               | J. K. Rowling         |
| 2001 | Tormenta de espadas                                   | George R. R. Martin   |
| 2002 | American Gods                                         | Neil Gaiman           |
| 2003 | La cicatriz                                           | China Miéville        |
| 2004 | Paladín de almas                                      | Lois McMaster Bujold  |
| 2005 | El consejo de hierro                                  | China Miéville        |
| 2006 | Los hijos de Anansi                                   | Neil Gaiman           |
| 2007 | El privilegio de la espada                            | Ellen Kushner         |
| 2008 | Dinero a mansalva                                     | Terry Pratchett       |
| 2009 | Lavinia                                               | Ursula K. Le Guin     |
| 2010 | La ciudad y la ciudad                                 | China Miéville        |
| 2011 | Kraken                                                | China Miéville        |
| 2012 | Danza de dragones                                     | George R. R. Martin   |
| 2013 | The Apocalypse Codex                                  | Charles Stross        |
| 2014 | El océano al final del camino                         | Neil Gaiman           |
| 2015 | El emperador goblin                                   | Sarah Monette         |
| 2016 | Un cuento oscuro                                      | Naomi Novik           |
| 2017 | Todos los pájaros del cielo                           | Charlie Jane Anders   |
| 2018 | El cielo de piedra                                    | N. K. Jemisin         |
| 2019 | Spinning Silver                                       | Naomi Novik           |
| 2020 | Middlegame                                            | Seanan McGuire        |
| 2021 | La ciudad que nos unió                                | N. K. Jemisin         |
| 2022 | Jade Legacy                                           | Fonda Lee             |
| 2023 | Babel                                                 | R. F. Kuang           |
| 2024 | Witch King                                            | Martha Wells          |

### Mejor novela de terror
La lista de obras galardonadas con el premio Locus en la categoría mejor novela de terror es la siguiente:
| Año  | Título                            | Autor                |
| ---- | --------------------------------- | -------------------- |
| 1989 | Cazadores nocturnos               | Barbara Hambly       |
| 1990 | Los vampiros de la mente          | Dan Simmons          |
| 1991 | La hora de las brujas             | Anne Rice            |
| 1992 | Un verano tenebroso               | Dan Simmons          |
| 1993 | Children of the Night             | Dan Simmons          |
| 1994 | Dorada                            | Lucius Shepard       |
| 1995 | Los fuegos del edén               | Dan Simmons          |
| 1996 | Expiration Date                   | Tim Powers           |
| 1997 | Desesperación                     | Stephen King         |
| 1999 | Un saco de huesos                 | Stephen King         |
| 2017 | Fuego                             | Joe Hill             |
| 2018 | The Changeling                    | Victor LaValle       |
| 2019 | The Cabin at the End of the World | Paul G. Tremblay     |
| 2020 | Black Leopard, Red Wolf           | Marlon James         |
| 2021 | Gótico                            | Silvia Moreno-Garcia |
| 2022 | My Heart is a Chainsaw            | Stephen Graham Jones |
| 2023 | What Moves the Dead               | Ursula Vernon        |
| 2024 | A House with Good Bones           | Ursula Vernon        |

### Mejor primera novela
La lista de obras galardonadas con el premio Locus en la categoría mejor primera novela es la siguiente:
| Año           | Título                                       | Autor                |
| ------------- | -------------------------------------------- | -------------------- |
| 1981          | Huevo del dragón                             | Robert L. Forward    |
| 1982          | Starship & Haiku                             | S. P. Somtow         |
| 1983          | Rito de cortejo                              | Donald Kingsbury     |
| 1984          | Té con el dragón negro                       | R. A. MacAvoy        |
| 1985          | La playa salvaje                             | Kim Stanley Robinson |
| 1986          | Contacto                                     | Carl Sagan           |
| 1987          | El texto de Hércules                         | Jack McDevitt        |
| 1988          | War for the Oaks                             | Emma Bull            |
| 1989          | Camino Desolación                            | Ian McDonald         |
| 1990          | Descomposición orbital                       | Allen Steele         |
| 1991          | En el país de los ciegos                     | Michael F. Flynn     |
| 1992          | The Cipher                                   | Kathe Koja           |
| 1993          | China montaña Zhang                          | Maureen F. McHugh    |
| 1994          | Cold Allies                                  | Patricia Anthony     |
| 1995          | Gun, with Occasional Music                   | Jonathan Lethem      |
| 1996          | The Bohr Maker                               | Linda Nagata         |
| 1997 Ex-aequo | Reclamation                                  | Sarah Zettel         |
| 1997 Ex-aequo | Whiteout                                     | Sage Walker          |
| 1998          | The Great Wheel                              | Ian R. MacLeod       |
| 1999          | Brown Girl in the Ring                       | Nalo Hopkinson       |
| 2000          | The Silk Code                                | Paul Levinson        |
| 2001          | A través de Marte                            | Geoffrey A. Landis   |
| 2002          | Kushiel's Dart                               | Jacqueline Carey     |
| 2003          | A Scattering of Jades                        | Alexander C. Irvine  |
| 2004          | Tocando fondo en el reino mágico             | Cory Doctorow        |
| 2005          | Jonathan Strange y el señor Norrell          | Susanna Clarke       |
| 2006          | Hammered                                     | Elizabeth Bear       |
| 2007          | Temeraire: In the Service of the King        | Naomi Novik          |
| 2008          | El traje del muerto                          | Joe Hill             |
| 2009          | Singularity's Ring                           | Paul Melko           |
| 2010          | La chica mecánica                            | Paolo Bacigalupi     |
| 2011          | Los cien mil reinos                          | N. K. Jemisin        |
| 2012          | El circo de la noche                         | Erin Morgenstern     |
| 2013          | El Trono de la Luna Creciente                | Saladin Ahmed        |
| 2014          | Justicia auxiliar                            | Ann Leckie           |
| 2015          | The Memory Garden                            | M. Rickert           |
| 2016          | La gracia de los reyes                       | Ken Liu              |
| 2017          | Ninefox Gambit                               | Yoon Ha Lee          |
| 2018          | The Strange Case of the Alchemist's Daughter | Theodora Goss        |
| 2019          | Trail of Lightning                           | Rebecca Roanhorse    |
| 2020          | Gideon la Novena                             | Tamsyn Muir          |
| 2021          | Elatsoe                                      | Darcie Little Badger |
| 2022          | A Master of Djinn                            | P. Djèlí Clark       |
| 2023          | The Mountain in the Sea                      | Ray Nayler           |
| 2024          | The Saint of Bright Doors                    | Vajra Chandrasekera  |

### Mejor novela corta
La lista de obras galardonadas con el premio Locus en la categoría mejor novela corta es la siguiente:
| Año  | Título                                             | Autor                             |
| ---- | -------------------------------------------------- | --------------------------------- |
| 1973 | El oro al final del arco estelar                   | Frederik Pohl                     |
| 1974 | La muerte del doctor Isla                          | Gene Wolfe                        |
| 1975 | Nacidos con los muertos                            | Robert Silverberg                 |
| 1976 | Tormentas                                          | Lisa Tuttle y George R. R. Martin |
| 1977 | The Samurai and the Willows                        | Michael Bishop                    |
| 1978 | Danza estelar                                      | Spider Robinson y Jeanne Robinson |
| 1979 | La persistencia de la visión                       | John Varley                       |
| 1980 | Enemigo mío                                        | Barry B. Longyear                 |
| 1981 | Nómadas nocturnos                                  | George R. R. Martin               |
| 1982 | Blue Champagne                                     | John Varley                       |
| 1983 | Almas                                              | Joanna Russ                       |
| 1984 | Her Habiline Husband                               | Michael Bishop                    |
| 1985 | Pulse Enter■                                       | John Varley                       |
| 1986 | The Only Neat Thing to Do                          | James Tiptree, Jr.                |
| 1987 | D&D                                                | Lucius Shepard                    |
| 1988 | The Secret Sharer                                  | Robert Silverberg                 |
| 1989 | The Scalehunter's Beautiful Daughter               | Lucius Shepard                    |
| 1990 | The Father of Stones                               | Lucius Shepard                    |
| 1991 | A Short, Sharp Shock                               | Kim Stanley Robinson              |
| 1992 | The Gallery of His Dreams                          | Kristine Kathryn Rusch            |
| 1993 | Bill Percebe, el espacial                          | Lucius Shepard                    |
| 1994 | Mefisto in Onyx                                    | Harlan Ellison                    |
| 1995 | Forgiveness Day                                    | Ursula K. Le Guin                 |
| 1996 | Remake                                             | Connie Willis                     |
| 1997 | Bellwether                                         | Connie Willis                     |
| 1998 | ... Donde los ángeles no se atreven                | Allen Steele                      |
| 1999 | Oceánico                                           | Greg Egan                         |
| 2000 | Huérfanos de la hélice                             | Dan Simmons                       |
| 2001 | Radiant Green Star                                 | Lucius Shepard                    |
| 2002 | El descubridor                                     | Ursula K. Le Guin                 |
| 2003 | El azogue                                          | China Miéville                    |
| 2004 | El monstruo de las galletas                        | Vernor Vinge                      |
| 2005 | Golden City Far                                    | Gene Wolfe                        |
| 2006 | Magia para principiantes                           | Kelly Link                        |
| 2007 | Brecha de misiles                                  | Charles Stross                    |
| 2008 | After the Siege                                    | Cory Doctorow                     |
| 2009 | Monstruos preciosos                                | Kelly Link                        |
| 2010 | The Women of Nell Gwynne's                         | Kage Baker                        |
| 2011 | El ciclo de vida de los objetos de software        | Ted Chiang                        |
| 2012 | Silently and Very Fast                             | Catherynne M. Valente             |
| 2013 | After the Fall, Before the Fall, During the Fall   | Nancy Kress                       |
| 2014 | Six-Gun Snow White                                 | Catherynne M. Valente             |
| 2015 | Yesterday's Kin                                    | Nancy Kress                       |
| 2016 | Slow Bullets                                       | Alastair Reynolds                 |
| 2017 | Cada corazón, un umbral                            | Seanan McGuire                    |
| 2018 | Sistemas críticos                                  | Martha Wells                      |
| 2019 | Condición artificial                               | Martha Wells                      |
| 2020 | This Is How You Lose the Time War                  | Amal El-Mothar y Max Gladstone    |
| 2021 | Ring Shout; or, Hunting Ku Kluxes in the End Times | P. Djèlí Clark                    |
| 2022 | Fugitive Telemetry                                 | Martha Wells                      |
| 2023 | Plegaria por la timidez de los árboles             | Becky Chambers                    |
| 2024 | Thornhedge                                         | Ursula Vernon                     |

### Mejor relato
La lista de obras galardonadas con el premio Locus en la categoría mejor relato es la siguiente:
| Año           | Título                                                                                 | Autor                 |
| ------------- | -------------------------------------------------------------------------------------- | --------------------- |
| 1975          | A la deriva ante los islotes de Langerhans: Latitud 38º 54' N, longitud 77º 00' 13'' O | Harlan Ellison        |
| 1976          | La nueva Atlántida                                                                     | Ursula K. Le Guin     |
| 1977          | El hombre bicentenario                                                                 | Isaac Asimov          |
| 1979          | The Barbie Murders                                                                     | John Varley           |
| 1980          | Los reyes de la arena                                                                  | George R. R. Martin   |
| 1981          | El valiente tostadorcito                                                               | Thomas M. Disch       |
| 1982          | Guardianes                                                                             | George R. R. Martin   |
| 1983          | Djinn, No Chaser                                                                       | Harlan Ellison        |
| 1984          | El tratamiento del mono                                                                | George R. R. Martin   |
| 1985          | Hijo de la sangre                                                                      | Octavia E. Butler     |
| 1986          | Paladín de la hora perdida                                                             | Harlan Ellison        |
| 1987          | Thor Meets Captain America                                                             | David Brin            |
| 1988          | Raquel enamorada                                                                       | Pat Murphy            |
| 1989          | The Function of Dream Sleep                                                            | Harlan Ellison        |
| 1990          | Dogwalker                                                                              | Orson Scott Card      |
| 1991          | Entropy's Bed at Midnight                                                              | Dan Simmons           |
| 1992          | Todos los hijos de Drácula                                                             | Dan Simmons           |
| 1993          | Danny Goes to Mars                                                                     | Pamela Sargent        |
| 1994          | Death in Bangkok                                                                       | Dan Simmons           |
| 1995          | El niño marciano                                                                       | David Gerrold         |
| 1996          | When the Old Gods Die                                                                  | Mike Resnick          |
| 1997          | Las costumbres de las montañas                                                         | Ursula K. Le Guin     |
| 1998          | Newsletter                                                                             | Connie Willis         |
| 1999 Ex-aequo | The Planck Dive                                                                        | Greg Egan             |
| 1999 Ex-aequo | Taklamakan                                                                             | Bruce Sterling        |
| 2000 Ex-aequo | Huddle                                                                                 | Stephen Baxter        |
| 2000 Ex-aequo | Border Guards                                                                          | Greg Egan             |
| 2001          | El cumpleaños del mundo                                                                | Ursula K. Le Guin     |
| 2002          | El infierno es la ausencia de Dios                                                     | Ted Chiang            |
| 2003          | The Wild Girls                                                                         | Ursula K. Le Guin     |
| 2004          | Estudio en esmeralda                                                                   | Neil Gaiman           |
| 2005 Ex-aequo | El bolso de las hadas                                                                  | Kelly Link            |
| 2005 Ex-aequo | Reports of Certain Events in London                                                    | China Miéville        |
| 2006          | I, Robot                                                                               | Cory Doctorow         |
| 2007          | When Sysadmins Ruled the Earth                                                         | Cory Doctorow         |
| 2008          | The Witch's Headstone                                                                  | Neil Gaiman           |
| 2009          | La bomba número seis                                                                   | Paolo Bacigalupi      |
| 2010          | By Moonlight                                                                           | Peter S. Beagle       |
| 2011          | The Truth Is a Cave in the Black Mountains                                             | Neil Gaiman           |
| 2012          | White Lines on a Green Field                                                           | Catherynne M. Valente |
| 2013          | The Girl-Thing Who Went Out for Sushi                                                  | Pat Cadigan           |
| 2014          | The Sleeper and the Spindle                                                            | Neil Gaiman           |
| 2015          | Tough Times All Over                                                                   | Joe Abercrombie       |
| 2016          | Black Dog                                                                              | Neil Gaiman           |
| 2017          | You'll Surely Drown Here If You Stay                                                   | Alyssa Wong           |
| 2018          | The Hermit of Houston                                                                  | Samuel R. Delany      |
| 2019          | La única criatura enorme e inofensiva                                                  | Brooke Bolander       |
| 2020          | Ónfalo                                                                                 | Ted Chiang            |
| 2021          | The Pill                                                                               | Meg Elison            |
| 2022          | That Story Isn't the Story                                                             | John Wiswell          |
| 2023          | If You Find Yourself Speaking to God, Address God with the Informal You                | John Chu              |
| 2024          | The Rainbow Bank                                                                       | Uchechukwu Nwaka      |

### Mejor relato corto
La lista de obras galardonadas con el premio Locus en la categoría mejor relato corto es la siguiente:
| Año  | Título                                                        | Autor               |
| ---- | ------------------------------------------------------------- | ------------------- |
| 1971 | The Region Between                                            | Harlan Ellison      |
| 1972 | La reina del aire y la oscuridad                              | Poul Anderson       |
| 1973 |                                                               | Harlan Ellison      |
| 1974 | El pájaro de la muerte                                        | Harlan Ellison      |
| 1975 | El día antes de la revolución                                 | Ursula K. Le Guin   |
| 1976 | Croatoan                                                      | Harlan Ellison      |
| 1977 | Tricentenario                                                 | Joe Haldeman        |
| 1978 | Jeffty tiene cinco años                                       | Harlan Ellison      |
| 1979 | Count the Clock That Tells the Time                           | Harlan Ellison      |
| 1980 | La cruz y el dragón                                           | George R. R. Martin |
| 1981 | La gruta de los ciervos danzarines                            | Clifford D. Simak   |
| 1982 | El pusher                                                     | John Varley         |
| 1983 | Sur                                                           | Ursula K. Le Guin   |
| 1984 | Más allá del arrecife muerto                                  | James Tiptree, Jr.  |
| 1985 | Salvador                                                      | Lucius Shepard      |
| 1986 | With Virgil Oddum at the East Pole                            | Harlan Ellison      |
| 1987 | Sueños de robot                                               | Isaac Asimov        |
| 1988 | Angel                                                         | Pat Cadigan         |
| 1989 | Eidolons                                                      | Harlan Ellison      |
| 1990 | Lost Boys                                                     | Orson Scott Card    |
| 1991 | Los osos descubren el fuego                                   | Terry Bisson        |
| 1992 | Buffalo                                                       | John Kessel         |
| 1993 | Incluso la reina                                              | Connie Willis       |
| 1994 | Encuentro cercano                                             | Connie Willis       |
| 1995 | No hay mayor ciego...                                         | Joe Haldeman        |
| 1996 | The Lincoln Train                                             | Maureen F. McHugh   |
| 1997 |                                                               | John Crowley        |
| 1998 |                                                               | James Patrick Kelly |
| 1999 | Maneki Neko                                                   | Bruce Sterling      |
| 2000 | Macs                                                          | Terry Bisson        |
| 2001 |                                                               | Larry Niven         |
| 2002 |                                                               | Ursula K. Le Guin   |
| 2003 |                                                               | Neil Gaiman         |
| 2004 |                                                               | Neil Gaiman         |
| 2005 |                                                               | Neil Gaiman         |
| 2006 |                                                               | Neil Gaiman         |
| 2007 | How to Talk to Girls at Parties                               | Neil Gaiman         |
| 2008 |                                                               | Michael Swanwick    |
| 2009 | Exhalación                                                    | Ted Chiang          |
| 2010 | An Invocation of Incuriosity                                  | Neil Gaiman         |
| 2011 | The Thing About Cassandra                                     | Neil Gaiman         |
| 2012 |                                                               | Neil Gaiman         |
| 2013 | Inmersión                                                     | Aliette de Bodard   |
| 2014 | The Road of Needles                                           | Caitlín R. Kiernan  |
| 2015 | The Truth About Owls                                          | Amal El-Mothar      |
| 2016 | Fotos de gatitos, por favor                                   | Naomi Kritzer       |
| 2017 | Seasons of Glass and Iron                                     | Amal El-Mothar      |
| 2018 | El obelisco marciano                                          | Linda Nagata        |
| 2019 | The Secret Lives of the Nine Negro Teeth of George Washington | P. Djèlí Clark      |
| 2020 | The Bookstore at the End of America                           | Charlie Jane Anders |
| 2021 | Little Free Library                                           | Naomi Kritzer       |
| 2022 | Where Oaken Hearts Do Gather                                  | Sarah Pinsker       |
| 2023 | Rabbit Test                                                   | Samantha Mills      |
| 2024 | How to Raise a Kraken in Your Bathtub                         | P. Djèlí Clark      |

### Mejor colección
La lista de obras galardonadas con el premio Locus en la categoría mejor colección de relatos es la siguiente:
| Año  | Título                                                               | Autor                |
| ---- | -------------------------------------------------------------------- | -------------------- |
| 1975 | The Best of Fritz Leiber                                             | Fritz Leiber         |
| 1976 | Las doce moradas del viento                                          | Ursula K. Le Guin    |
| 1977 | Una canción para Lya                                                 | George R. R. Martin  |
| 1979 | La persistencia de la visión                                         | John Varley          |
| 1980 | Convergent Series                                                    | Larry Niven          |
| 1981 | The Barbie Murders                                                   | John Varley          |
| 1982 | Sandkings                                                            | George R. R. Martin  |
| 1983 | The Compass Rose                                                     | Ursula K. Le Guin    |
| 1984 | Unicorn Variations                                                   | Roger Zelazny        |
| 1985 | The Ghost Light                                                      | Fritz Leiber         |
| 1986 | Skeleton Crew                                                        | Stephen King         |
| 1987 | Blue Champagne                                                       | John Varley          |
| 1988 | The Jaguar Hunter                                                    | Lucius Shepard       |
| 1989 | Angry Candy                                                          | Harlan Ellison       |
| 1990 | Patterns                                                             | Pat Cadigan          |
| 1991 | Mapas en un espejo                                                   | Orson Scott Card     |
| 1992 | Night of the Cooters                                                 | Howard Waldrop       |
| 1993 | The Collected Stories of Robert Silverberg, Volume 1: Secret Sharers | Robert Silverberg    |
| 1994 | Impossible Things                                                    | Connie Willis        |
| 1995 | Alteridad                                                            | David Brin           |
| 1996 | Cuatro caminos hacia el perdón                                       | Ursula K. Le Guin    |
| 1997 | None So Blind: A Short Story Collection                              | Joe Haldeman         |
| 1998 | Slippage                                                             | Harlan Ellison       |
| 1999 | The Avram Davidson Treasury                                          | Avram Davidson       |
| 2000 | Los marcianos                                                        | Kim Stanley Robinson |
| 2001 | Tales of Old Earth                                                   | Michael Swanwick     |
| 2002 | Cuentos de Terramar                                                  | Ursula K. Le Guin    |
| 2003 | La historia de tu vida                                               | Ted Chiang           |
| 2004 | Changing Planes                                                      | Ursula K. Le Guin    |
| 2005 | The John Varley Reader                                               | John Varley          |
| 2006 | Magic for Beginners                                                  | Kelly Link           |
| 2007 | Objetos frágiles                                                     | Neil Gaiman          |
| 2008 | Lo mejor de Connie Willis                                            | Connie Willis        |
| 2009 | La bomba número seis y otros relatos                                 | Paolo Bacigalupi     |
| 2010 |                                                                      | Gene Wolfe           |
| 2011 |                                                                      | Fritz Leiber         |
| 2012 | The Bible Repairman and Other Stories                                | Tim Powers           |
| 2013 |                                                                      | Elizabeth Bear       |
| 2014 | The Best of Connie Willis                                            | Connie Willis        |
| 2015 |                                                                      | Jay Lake             |
| 2016 | Material sensible: Cuentos breves y otras perturbaciones             | Neil Gaiman          |
| 2017 | El zoo de papel y otros relatos                                      | Ken Liu              |
| 2018 |                                                                      | Ursula K. Le Guin    |
| 2019 | La ciudad que nació grandiosa y otros relatos                        | N. K. Jemisin        |
| 2020 | Exhalación                                                           | Ted Chiang           |